# Амброзини, Дарио
Дарио Амброзини (итал. Dario Ambrosini; 7 марта 1918 года, Чезена, Италия — 14 июля 1951, Альби, Франция) — итальянский мотогонщик. Чемпион мира по шоссейно-кольцевым мотогонкам MotoGP в классе 250 сс (1950). Погиб на трассе Альбе во время практики накануне Гран-При Франции-1951.

## Биография
Карьера Дарио Амброзини началась с гонки в Вероне в 1939 году, где он ехал на мотоцикле Benelli в классе 250cc. В том же году он также принял участие в гонках в Пезаро, Риме, Терни и Сполето.
В созданном в 1949 году чемпионате мира серии Гран-При мотоциклы Benelli не могли на равных конкурировать с Moto Guzzi: однако Дарио таки удалось выиграть последнюю гонку сезона, Гран-При Наций в Монце. В общем зачете он финишировал на втором месте вслед за соотечественником Бруно Руффо.
В сезоне 1950 Амброзини стал чемпионом мира, выиграв три из четырех гонок чемпионата, в том числе сложную Isle of Man TT. На ней он выступал на обновленном мотоцикле, двигатель которого развивал 27 к.сек. при 10 000 об/мин и развивал максимальную скорость до 170 км/ч. Триумф в чемпионате стал первым для его команды Benelli, которая в зачете победителей опередила своих извечных соперников Moto Guzzi. В этом году Дарио был также самым сильным и в чемпионате Италии в классе 250cc.
В следующем сезоне Амброзини сумел выиграть дебютное Гран-При Швейцарии на Бремгартени; во второй гонке на острове Мэн, он финишировал вторым. Для третьей гонки сезона, Гран-При Франции, для Амброзини была положена новая версия мотоцикла Benelli 250 с телескопической подвеской.
На свободной практике Гран-При Франции, при вхождении в поворот, на скорости около 180 км/ч, передняя шина мотоцикла Амброзини лопнула. Дарио удалось некоторое расстояние, примерно 40 метров, удерживать мотоцикл, после чего он съехал с дороги и врезался в ограждение. В те времена было распространенным проведение гонок по дорогам общего пользования — не менее 3 из них в том сезоне проходили именно по таким трассам (Snaefell Mountain Course, Клади и Альбе). Во время аварии Амброзини ударился головой в железную ограду. Джанни Леоне, который первым прибыл на место аварии, остановил свой Moto Guzzi и попытался помочь коллеге, но Дарио спасти не удалось — он умер во время транспортировки в больницу. Через месяц Леоне также потерял свою жизнь в другой аварии на трассе Клади в Северной Ирландии.
Команда Benelli снялась с соревнований в знак траура и приостановила свое участие в соревнованиях на почти 10 лет.
В родном городе гонщика Чезене на его честь названа площадь.
Смерть Амброзини стала второй за всю историю проведения чемпионата MotoGP после гибели Бена Дринквотера (Isle of Man TT 1949) и первой из трех в сезоне 1951.